# 斯托多利
51°11′52″N 31°35′44″E / 51.19778°N 31.59556°E
斯托多利（烏克蘭語：Стодоли），是烏克蘭北部的村莊，隸屬切爾尼希夫州的尼任區。該村始建於1550年，面積1.34平方公里，海拔高度120米，2001年該村落人口527。